# 사샤 뱅크스
사샤 뱅크스(Sasha Banks)는 본명은 메르세데스 캐스티너 바르나도(Mercedes Kaestner-Varnado, 1992년 1월 26일 ~ )다. 미국의 여자 프로레슬링선수다. 그가 2010년 프로레슬링 입문이다. 현재 WWE에서 활동하고 있다. 보스턴이 고향이며 키는 165cm 몸무게는 52kg 작은 체격이다. 피니쉬는 라운드하우스 킥, 뱅크럽트(스트레이트 재킷 넥브레이커), 뱅크 스테이트먼트 (더블 니 백브레이커 트랜지션 크로스페이스)를 사용한다.

## 수상
- 케이오틱 레슬링 위민스 챔피언 1회
- IWE 위민스 챔피언 1회
- 퓨드 오프 더 이열 (2016) vs 샬럿 플레어
- 매치 오프 더 이열 (2015) vs 베일리 엑트 NXT 테이크오버: 리스펙트
- 위민 오프 더 이열 (2015)
- 랭크드 넘버 2 오프 더 탑 500 피멜 레슬러 인 더 PWI 피멜 50 인 2016
- RWC 노 리밋츠 챔피언 1회
- 퓨처 디바 오프 더 이열 (2015)
- NXT 퓨드 오프 더 이열, NXT (2015) vs 베일리 포 더 NXT 위민스 챔피언쉽
- 초이스 피멜 애슬리트 (2017)
- 워스트 퓨드 오프 더 이열 (2015) 팀 PCB vs 팀 BAD vs 팀 벨라
- WWE RAW 위민스 챔피언 5회
- WWE 스맥다운 위민스 챔피언 1회
- WWE 위민스 태그팀 챔피언 3회 - 베일리 (2회), 나오미 (1회)
- NXT 위민스 챔피언 1회
- 4대 여성 WWE 트리플 크라운
- 3대 여성 WWE 그랜드 슬래머
- NXT 이열-엔 어워드 포 매치 오프 더 이열 (2015) vs 베일리 엑트 NXT 테이크오버: 리스펙트
- IWGP 위민스 챔피언 1회
- 스트롱 위민스 챔피언 1회
- AEW TBS 챔피언 1회